# 大阪府道232号和泉大宮停車場線
大阪府道232号和泉大宮停車場線（おおさかふどう232ごう いずみおおみやていしゃじょうせん）は、大阪府岸和田市を通る、かつて存在した一般府道である。

## 概要
南海本線 和泉大宮駅から岸和田市上野町東に至る。

### 路線データ
- 起点：大阪府岸和田市上野町東（南海本線 和泉大宮駅）
- 終点：大阪府岸和田市上野町東（上野町（かみのちょう）交差点、大阪府道204号堺阪南線交点）
- 総延長：266 m

## 歴史
- 2014年（平成26年）3月31日 - 大阪府告示第469号により路線廃止[1]。

## 地理

### 通過していた自治体
- 大阪府
  - 岸和田市

### 交差していた道路
| 交差していた道路      | 交差していた場所 | 交差していた場所    |
| --------------------- | ---------------- | ------------------- |
| 大阪府道204号堺阪南線 | 上野町東         | 上野町交差点 / 終点 |

### 沿線
- 南海本線 和泉大宮駅
- 紀陽銀行 岸和田支店